# Фёрстер, Бернд
Бернд Фёрстер (нем. Bernd Förster; 3 мая 1956, Мосбах, ФРГ) — немецкий футболист, играл на позиции защитника. Чемпион Европы 1980 года в составе сборной ФРГ.

## Карьера
Начинал свою карьеру в «Вальдхофе» из Мангейма, который в то время играл во втором дивизионе. Зимой им заинтересовалась мюнхенская «Бавария», и в декабре 1974 года он стал игроком этой команды. 7 декабря 1974 года он дебютировал в Бундеслиге. Был матч 16 тура того сезона против «Фортуны» из Дюссельдорфа, который закончился со счётом 4:0 в пользу мюнхенцев. Три мяча в матче забил легендарный Герд Мюллер. Бернд вышел на поле на 75-й минуте, заменив при этом Райнера Цобеля. Но карьера в «Баварии» не задалась. Сыграв всего 6 матчей в этом сезоне и 2 в следующем, он поменял клуб на более скромный «Саарбрюкен» и не прогадал. В то время эта команда находилась внизу турнирной таблицы Бундеслиги, но была весьма крепким соперником. В ней Бернд как раз и смог заиграть, проведя в основном составе за два сезона 61 матч и забив пять мячей.
В 1978 году на Бернда с предложением вышел «Штутгарт», за который уже в то время играл его младший брат Карл-Хайнц. Именно они составили связку защитников, которая стала известна всему миру. Вместе со «Штутгартом» Бернд в сезоне 1983/84 выиграл чемпионат Германии, а в сезоне 1985/86 вышел в финал немецкого кубка. Всего за швабов Бернд сыграл 222 матча и забил 20 мячей.

## Карьера в сборной
Бернд дебютировал в сборной 22 мая 1979 года товарищеским матчем со сборной Ирландии, завершившемся победой бундестим со счётом 3:1. Бернд вышел на поле в стартовом составе и провёл весь матч. Вместе со сборной Бернд выиграл чемпионат Европы и играл в финале на чемпионате мира 1982 года, причём их выступление с Карл-Хайнцем было первым выступлением братьев на мировом первенстве за сборную Германии после легендарных Оттмара и Фрица Вальтеров.
Всего за сборную Бернд провёл 33 игры.

## Достижения
Сборная Германии
- Чемпион Европы 1980 года
- Серебряный призёр чемпионата мира 1982 года

«Штутгарт»
- Победитель Бундеслиги: 1983/84
- Серебряный призёр Бундеслиги: 1978/79
- Бронзовый призёр Бундеслиги: 1979/80, 1980/81, 1982/83
- Финалист кубка Германии: 1985/86

«Бавария»
- Победитель Лиги Чемпионов: 1974/75, 1975/76
- Победитель Межконтинентального кубка: 1976
- Бронзовый призёр Бундеслиги: 1975/76